# Лакташі (футбольний клуб)
«Лакташі» (босн. «Fudbalski klub Laktaši») — професіональний боснійський футбольний клуб з однойменного міста. Заснований 20 серпня 1958 року. Домашні матчі проводить на арені «Градскі стадіон» місткістю 3 500 глядачів.

## Історія
Клуб був утворений 1958 року, а 1968 — він розпущений, однак 1974 року відновлений.
Найбільший успіх клубу — перемога в Першій лізі Республіки Сербської сезону 2006–2007, яка дозволила йому вийти до Прем'єр-ліги Боснії і Герцеговини. У головній лізі країни клуб провів 3 сезони.

## Досягнення
- Чемпіон Першої ліги Республіки Сербської:

2006–2007
- Чемпіон Другої ліги Федерації Боснії і Герцеговини (Захід):

2003—2004